# 共有財
，在經濟學中是指一種非排他性但具有競爭性的物品。
由於每個人都可以使用共有財，經濟學預測出於自利考量，共有財有可能被過度開發，從而導致整個社會可用的共有財變少，產生公地悲劇與集體行動問題。

## 定義
共有財在經濟學中的定義為：
- 非排他性：無法阻止其他人使用它
- 競爭性：當一個人使用這種財貨時，排除了另一個人的使用，因為總量有限。

|  |                                      |                          |
|  | 食物、汽车、衣物                     | 漁業資源、水資源、煤炭   |
|  | 卫星电视信号、圖書館、電影、公共交通 | 国防、免费电视节目、知識 |

## 例子
- 海中的野生魚群。開放給所有漁民捕撈，因此為非排他性。但一個漁民捕撈的魚獲越多，魚群總量將會減少，讓其他漁民的魚獲變少，因此具有競爭性。
- 車道。不能阻止其他人開車上路，但道路面積有限，車多了就會發生塞車。
- 乾淨的空氣。無法阻止其他人使用，但被汙染的話大家都會承擔影響。

## 公地悲劇
又稱共有財悲劇。雖然共有財有競爭性，會因過度使用而枯竭，但由於共有財不具排他性，任何人都可以不受限制使用，使用者在囚徒困境的賽局考量下，符合自利的選擇是不限制自己的使用，最後造成資源枯竭。